# Tapeinosperma pachycaulum
Tapeinosperma pachycaulum är en viveväxtart som beskrevs av Stone och T. C. Whitm. Tapeinosperma pachycaulum ingår i släktet Tapeinosperma och familjen viveväxter. Inga underarter finns listade i Catalogue of Life.